# Queen Mary’s Peak
Der Queen Mary’s Peak auf der Insel Tristan da Cunha ist mit einer Höhe von 2060 m die höchste Erhebung im Südatlantik. Benannt wurde der Berg nach Maria von Teck, der Gemahlin von Georg V. Er wurde erstmals um den 1. Januar 1817 bestiegen.

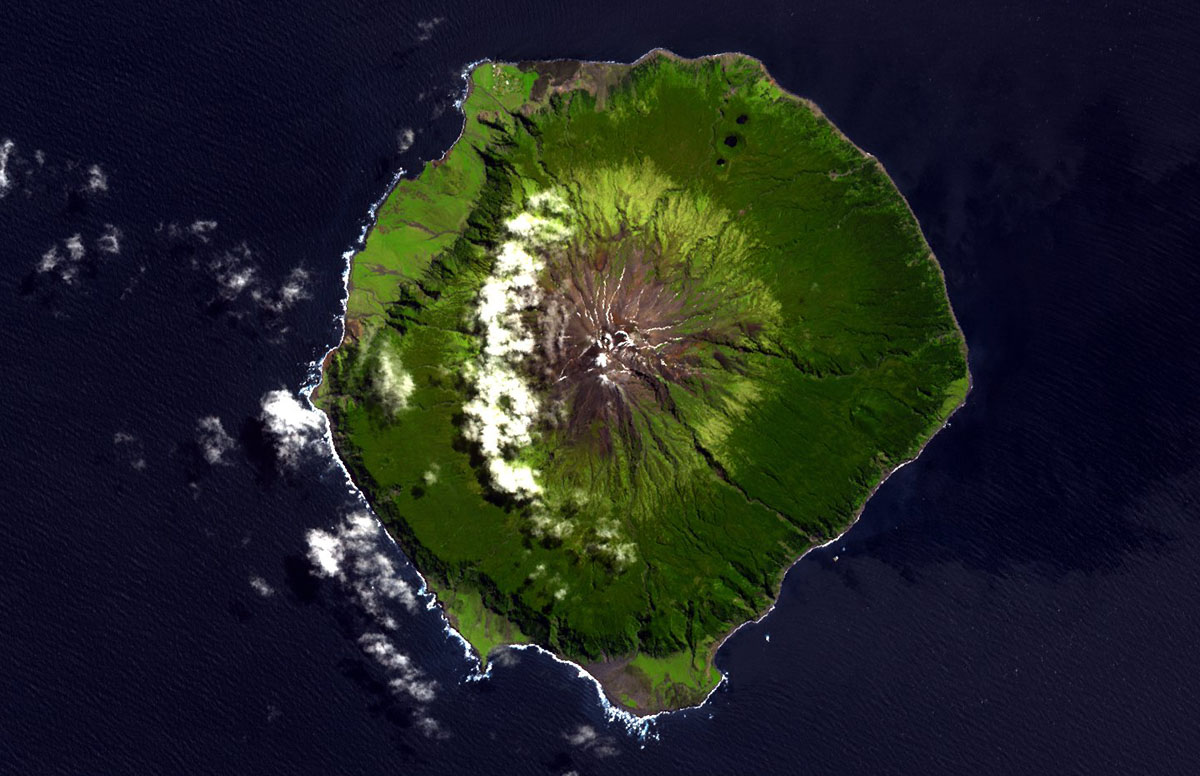
Satellitenbild der Insel mit dem Queen Mary’s Peak

Der Queen Mary’s Peak ist ein Schlackenkegel und bildet – mit anderen – den Gipfel des massiven, aktiven Schildvulkans, welcher die gesamte Insel ausmacht. In der Gipfelregion findet sich ein 300 Meter weiter Krater, in welchem sich ein herzförmiger Kratersee befindet. Im Winter ist dieser See meist gefroren, und die obersten, vegetationsfreien Hänge des Vulkans sind schneebedeckt. Sein Alter wird auf 148 ± 8 ka geschätzt.
Durch geologische Untersuchungen ist ein Ausbruch um 1700 bekannt, der sich auf der Südseite des Vulkans ereignete. Im Oktober 1961 kam es auf der Nordseite zu einem Ausbruch, der die vorübergehende Evakuierung aller Einwohner der Insel nach Calshot in England zur Folge hatte.
Der Berg wurde in früheren Zeiten von Seglern auf ihrer Route zwischen dem Indischen Ozean und Europa als Navigationshilfe verwendet. Im 17. Jahrhundert beauftragte die East India Company alle Kapitäne, via Tristan da Cunha zu segeln.